# Indianapolis 500 in 1923

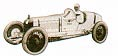
Winnende auto in de Indy 500 van 1923

De 11e Indianapolis 500 werd gereden op woensdag 30 mei 1923 op de Indianapolis Motor Speedway. Amerikaans coureur Tommy Milton won de race voor de tweede en laatste keer in zijn carrière. Hij was de eerste coureur die de race voor een tweede keer kon winnen.

## Startgrid
| Rij | Binnen            | Midden            | Buiten            |
| --- | ----------------- | ----------------- | ----------------- |
| 1   | Tommy Milton      | Harry Hartz       | Dario Resta       |
| 2   | Martín de Álzaga  | Louis Zborowski   | Pierre De Vizcaya |
| 3   | Lora Corum        | Howdy Wilcox      | Jimmy Murphy      |
| 4   | Cliff Durant      | Ralph DePalma     | Earl Cooper       |
| 5   | Joe Boyer         | Eddie Hearne      | Christian Werner  |
| 6   | Frank Elliott     | C. Lautenschlager | Bennett Hill      |
| 7   | Harlan Fengler    | Max Sailer        | Leon Duray        |
| 8   | Prince de Cystria | Raúl Riganti      | Wade Morton       |

## Race
| #                                  | Coureur           | Auto       | Ronden | Opgave     |
| ---------------------------------- | ----------------- | ---------- | ------ | ---------- |
| 1                                  | Tommy Milton      | Miller     | 200    |            |
| 2                                  | Harry Hartz       | Miller     | 200    |            |
| 3                                  | Jimmy Murphy      | Miller     | 200    |            |
| 4                                  | Eddie Hearne      | Miller     | 200    |            |
| 5                                  | Lora Corum        | Ford       | 200    |            |
| 6                                  | Frank Elliott     | Miller     | 200    |            |
| 7                                  | Cliff Durant      | Miller     | 200    |            |
| 8                                  | Max Sailer        | Mercedes   | 200    |            |
| 9                                  | Prince de Cystria | Bugatti    | 200    |            |
| 10                                 | Wade Morton       | Duesenberg | 200    |            |
| 11                                 | Christian Werner  | Mercedes   | 200    |            |
| 12                                 | Pierre De Vizcaya | Bugatti    | 166    | Mechanisch |
| 13                                 | Leon Duray        | Miller     | 136    | Mechanisch |
| 14                                 | Dario Resta       | Packard    | 88     | Mechanisch |
| 15                                 | Ralph DePalma     | Packard    | 69     | Mechanisch |
| 16                                 | Harlan Fengler    | Miller     | 69     | Mechanisch |
| 17                                 | Howdy Wilcox      | Miller     | 60     | Mechanisch |
| 18                                 | Joe Boyer         | Packard    | 59     | Mechanisch |
| 19                                 | Bennett Hill      | Miller     | 44     | Mechanisch |
| 20                                 | Louis Zborowski   | Bugatti    | 41     | Mechanisch |
| 21                                 | Earl Cooper       | Miller     | 21     | Ongeval    |
| 22                                 | Raúl Riganti      | Bugatti    | 19     | Mechanisch |
| 23                                 | C. Lautenschlager | Mercedes   | 14     | Ongeval    |
| 24                                 | Martín de Álzaga  | Bugatti    | 6      | Mechanisch |
| Gemiddelde snelheid : 145,718 km/h |                   |            |        |            |